# MHL
L' Enllaç d'Alta Definició Mòbil (MHL, en anglès, Mobile High-Definition Link) és la tecnologia utilitzada per a un petit connector HD (format per pocs pins) amb una interfície apta tant per a àudio com per a vídeo, que ens permet connectar dispositius electrònics portàtils, com són: telèfons mòbils, càmeres digitals, càmeres de vídeo i reproductors portàtils, als televisors d'alta definició (HDTV). La tecnologia proporciona als dispositius mòbils una sortida digital amb resolució 1080p Full HD. A més disposem d'un pont convertidor de MHL a HDMI, amb el qual el dispositiu mòbil es pot convertir en una font HDMI totalment compatible i es pot arribar a connectar a l'entrada HDMI estàndard del televisor.

## Característiques
- La tecnologia MHL ofereix àudio i vídeo d'alta definició utilitzant un connector de pocs pins.
- La tecnologia MHL conserva la vida de la bateria mentre el dispositiu roman en temps d'espera.
- La tecnologia MHL suporta la tecnologia digital de vídeo HD, fins a 1080p.
- La tecnologia MHL pot ser compatible amb els ports d'entrada HDMI que es troba en la majoria d'HDTV mitjançant un pont MHL a HDMI.

## Connexió
L'espai físic per als connectors en aquests tipus de dispositius és molt limitat degut a la mida d'aquests. Els fabricants de dispositius mòbils en general, prefereixen tenir un únic connector d'alimentació que s'adapti a la càrrega, transferència de dades, àudio i vídeo.

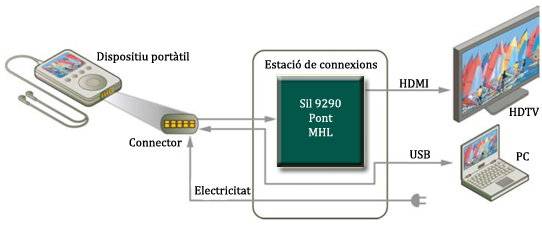
Utilització del connector

Per a dotar un dispositiu mòbil amb aquesta tecnologia, el fabricant afegeix un transmissor MHL al dispositiu. Els requisits d'aquest connector són:
- Dos pins reservats per a una sola transmissió TMDS (en anglès, Transition Minimized Differential Signaling) per transportar paquets d'àudio i vídeo.
- Un pin reservat per al control de bus bidireccional, el qual permet l'autenticació i diverses funcions de control.

Després la connexió a un televisor d'alta definició necessitarem una estació de connexions (en anglès, docking station) que conté un pont, el qual converteix de la tecnologia MHL a HDMI.

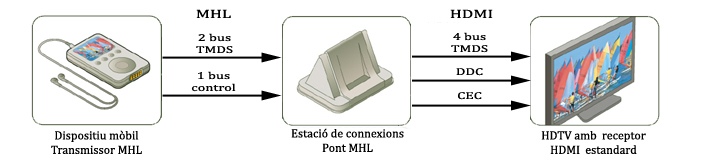
Connexions entre dispositiu, pont i HDTV

## Utilització connexió analògica
La connexió analògica o vídeo compost requereix fins a tres connectors de vídeo i de dos a vuit connectors d'àudio per a suportar àudio de múltiples canals, per tant necessitaríem de tres a onze connectors per a proporcionar una baixa qualitat (480i). Això és una gran càrrega per als fabricants que han de proporcionar una estació de connexió per situar aquests connectors. L'estació de connexió està implementada amb un processador digital de senyal i circuits que suporten la descodificació de les dades comprimides, abans de veure el vídeo descomprimit a la televisió. La tecnologia MHL ho resol amb un connector de baix cost i pocs pins.

## Productes de Silicon Image amb suport MHL
La companyia que ha desenvolupat aquesta tecnologia és Silicon Image, per aquest motiu numerem, expliquem i relacionem els productes amb suport MHL d'aquesta companyia.
Transmissors MHLEls transmissors MHL contenen dos pins per a transmetre dades digitals amb una sola transmissió TMDS que redueix el nombre de pins per a dispositius petits. Aquests transmissors reparteixen el vídeo i àudio d'alta definició en cinc pins del connector. Els transmissors MHL disponibles amb suport a l'entrada per MIPI (en anglès, Mobile Industry Processor Interface) o el paral·lel RGB/YCbCr/ITU.601/ITU.656 per a l'entrada de vídeo digital. A més s'aconsegueix augmentar el temps de la bateria dels dispositius tenint en compte el temps de repòs i durant el seu ús amb un baix consum d'aquesta. Silicon Image ofereix els models, SiI9224 que suporta la interfície d'entrada MIPI i el SiI9226 que suporta el paral·lel RGB/YCbCr/ITU.601/ITU.656 per a la interfície d'entrada.
Ponts MHLEls ponts MHL a HDMI converteixen els senyals d'àudio i vídeo des d'un dispositiu amb tecnologia MHL en un senyal estàndard HDMI. El pont MHL proporciona una solució rendible per a les estacions de connexions compatibles amb HDMI. Per exemple, el pont SiI9290 de Silicon Image.
Receptors HDMI amb suport MHLSilicon Image ofereix el model SiI9223, és un receptor de quatre ports HDMI 1.3 que ofereix característiques avançades per HDTV incloent 1080p, color intens (més conegut pel seu terme en anglès, Deep color), xvColor i suport per MHL.